# Кемское княжество
Ке́мское кня́жество — русское удельное княжество под управлением одной из ветвей династии Рюриковичей.

## Территория
Располагалось на реке Кема (Кемь), в современной Вологодской области.

## История
Небольшое феодальное владение, выделившееся из Белозерского княжества. Во второй половине XIV века удельный князь Белозерский Василий Романович выделился из совместного с братом Фёдором белозерского княжения и получил в самостоятельное владение кроме Зашексненской части Белозерья, земли по рекам Кема, Согожа, Сога, а также часть Череповецкой волости. Уже скоро и этот удел стал дробиться, в результате чего северная его часть, куда входили собственно кемские волости, находившиеся в бассейнах рек Кема, Ухтома, Шексна и Колокша, оказались в руках старшего сына Василия — Семёна, который стал первым и последним владетелем Кемского княжества. Уже сыновья Семёна Васильевича потеряли удел, оставшийся во владении Москвы (купля Великого князя Ивана Даниловича Калиты), и перешли на службу к московским князьям.